# Ташко Гулев
Ташко Питу Гулев или Шула Гули е български опълченец, загинал по време на Втората балканска война.

## Биография
Ташко Гулев е роден в град Крушево, тогава в Османската империя, в семейството на знаменития Питу Гули - влах по произход, войвода на ВМОРО и герой от Крушовската република по време на Илинденско-преображенското въстание. Негови братя са Стерю Гулев и Никола Гулев.
В периода на Балканските войни (1912 – 1913) става добровелец в Българската армия и се включва в редовете на Македоно-одринското опълчение. Загива като опълченец от Втора рота на Шеста охридска дружина през Втората балканска война в битката при Брегалница край Султан тепе, днес в Северна Македония.